# 土屋宗遠
土屋 宗遠（つちや むねとお）は、平安時代末期から鎌倉時代初期の相模国土屋の武将。中村宗平の三男。土肥実平の弟。桓武平氏系土屋氏の創祖。

## 生涯
平氏の流れを汲む中村氏の一族で、相模国大住郡土屋（現在の神奈川県平塚市土屋）を拠点とした。兄・実平とともに治承4年（1180年）8月の源頼朝挙兵から側近として仕え、石橋山の戦いで敗れた頼朝に従い、安房に逃れた七騎落の一人であるとも言われている。石橋山の戦いの後頼朝の使者として甲斐源氏のもとに赴いた。以後、有力御家人の一人として活躍した。承元3年（1209年）5月、宿怨から梶原家茂（梶原景時の孫）を和賀江の辺で殺害し、侍所別当の和田義盛のもとに出頭して身柄を預けられた。宗遠の主張には十分な正当性が認められなかったが、翌月、将軍・源実朝は故頼朝の月忌にもあたっていたため、特に彼を赦免している。

## 系譜
土屋氏は鎌倉幕府から江戸幕府までの間で北条氏、足利氏、武田氏、徳川氏に仕え武家社会の基盤を支え続けた。